# 二郎镇 (太和县)
二郎乡，是中华人民共和国安徽省阜阳市太和县下辖的一个乡镇级行政单位。

## 行政区划
二郎乡下辖以下地区：
二郎新村、集西新村、龙伍新村、淝南新村、苏寨新村和通达新村。